# Alle vore håb
Alle vore håb er titlen på gruppen Tøsedrengenes fjerde album, som blev udsendt på LP i april 1983, og på CD i september samme år. Dette var den første danske musik-CD.
Da albummet udkom, var Tøsedrengene et veletableret navn i Danmark med de kendte sange "Sig du ka' li' mig" og "Ud under åben himmel" fra de to foregående album. Alle vore håb gik derfor straks ind på toppen af den danske hitliste, og solgte snart efter guld, hvilket i 1983 betød 50.000 solgte eksemplarer. Albummet endte med at modtage platin-certifikat for mere end 100.000 solgte eks.
Albummet adskiller sig fra Tøsedrengenes øvrige album ved at være spirituelt mere vidtspændende, men samtidig mere helstøbt, hvilket bl.a kan høres i sammenklipningen af de fire første numre, der hænger sammen uden pause, trods store indbyrdes forskelle i emne, stil og tempo. Albummet er tematisk bundet sammen om budskabet i titlen ved brug af reallyde med legende børn, og af Anne Dorte Michelsens tekster, der bl.a kredser om det, som en musikkommentator kaldte: 'at turde begive sig ud i det uvisse, kun med den indre stemme som kompas.'
Dette tema er også illustreret på coverforsiden, der er designet af Tøsedrengens faste covermand, Peter Ravn. Den forestiller en selvbevidst dreng på ca. 10 år i træsko, med hænderne dybt begravet i lommerne, der spankulerer respektløst fordi en række opmarcherede, bevæbnede soldater.
Der er ingen hits på Alle vore håb, som der er på de øvrige Tøsedrenge-album. Det tætteste, Tøsedrengene kom på en hitsang fra albummet, var den latino-inspirerede "Vi var engang så tæt", og hurtigrockeren "Drop dine løgne".
Albummet blev udgivet af Tøsedrengenes faste pladeselskab PolyGram Records på plademærket Mercury, og musikken blev som altid optaget og mixet i Werner Studio, Frederikssundsvej med bandets guitarist Michael Bruun bag knapperne. 
Det blev genoptrykt på CD i 2006 af Universal Music, som en del af Boxen Tøsedrengene Komplet, denne gang med Greenpeace-sangen "Vi kan ikke leve alene" som bonus-track.

## Spor
Side A:
1. "Drop dine løgne" (Kjellerup/Michelsen) [3:30]
2. "Chancen" (Kjellerup/Michelsen) [3:05]
3. "Hva' gør du nu?" (Stanley/Michelsen) [4:00]
4. "Hvis du får brug for mig" (Kjellerup/Michelsen) [5:14]
5. "En rose" (Hagen/Michelsen) [2:29]
6. "Alle vore håb" (Stanley/Michelsen) [3:35]

Side B:
1. "Vi var engang så tæt" (Bruun/Michelsen) [3:59]
2. "Primadonna" (Kjellerup/Amtoft/Thisted) [3:19]
3. "De sarte af os" (Bruun/Michelsen) [4:54]
4. "Pas på" (Bruun/Amtoft) [3:20]
5. "Stjernen er indeni dig" (Kjellerup/Michelsen) [4:24]
6. "Våben" (Kjellerup/Michelsen) [3:39]

## Musikere
- Anne Dorte Michelsen (vokal A1, A2, A4, B3, B5)
- Maria Bramsen (vokal A5, B1, B2, B4)
- Henrik Stanley Møller (el-piano, vokal A3, A6)
- Klaus Kjellerup (bas, el-piano, guitar, akustisk guitar, vokal B6)
- Michael Bruun (guitar)
- Aage Hagen (flygel, clavinet, synth)
- Jan Sivertsen (trommer)

## Gæster
- Niels Harrit (tenor saxofon A4)